# Октябрське (Маріїнсько-Посадський район)
Октя́брське (рос. Октябрьское, чув. Октябрьски) — село у складі Маріїнсько-Посадського району Чувашії, Росія. Адміністративний центр Октябрського сільського поселення.
Населення — 860 осіб (2010; 927 у 2002).
Національний склад:
- чуваші — 98 %